# Акольтремон
Акольтремон — лекарственный препарат для лечения синдрома сухого глаза. Одобрен для применения: США (2025).

## Механизм действия
Связывается с TRPM8, как и ментол.

## Показания
синдром сухого глаза.

## Противопоказания
Противопоказаний нет.

## Способ применения
Глазные капли